# 西勢厝
西勢厝，是臺灣彰化縣溪湖鎮的一個傳統地域名稱，位於該鎮南部。相較於今日行政區，其範圍大致包括番婆里、西勢里，以及埤頭鄉的豐崙村東北端。

## 歷史
台灣清治末期至日治初期，西勢厝地區為一街庄，稱為「西勢厝庄」，隸屬於二林上堡。該庄西北與田中央庄為鄰，北邊汴頭庄為鄰，東與阿媽厝庄為鄰，東南邊為海豐崙庄，西南邊為周厝崙庄，西邊為塗仔崙庄。
1901年（日治明治三十四年）11月，全台廢縣廳改設二十廳，該庄隸屬於彰化廳。1903年（明治三十六年）6月，該庄編入「溪湖區」，隸屬於彰化廳。1909年（明治四十二年）10月，合併二十廳為十二廳，溪湖區改隸屬於臺中廳。1920年（大正九年），廢廳、支廳、區、街庄改設州、郡、街庄、大字，該庄改制為「西勢厝」大字，隸屬於臺中州員林郡溪湖庄，大字下有「西勢厝」、「新厝館」、「番婆」小字名。1938年，溪湖庄升格為溪湖街。
戰後溪湖街改制為溪湖鎮，隸屬於臺中縣，大字亦改制為里。1950年10月，中、彰、投分治，溪湖鎮改隸屬彰化縣。

## 聚落
本地區發展較早的聚落有番婆、西勢厝、新厝館等，在日治期初期的官方地圖上已有記載。此外，本地區尚有草埔、三甲等聚落。

## 交通
省道台19線（彰水路二段～一段）又稱「中央公路」，是彰化至台南永康的幹道，大致以北北西—南南東走向轉北北東—南南西走向經過本地區東北部、中部偏東、南部偏西地帶。由該道路向北北西轉北可前往溪湖市區、埔鹽、福興東南端、秀水、彰化等地，向南南西可前往埤頭、竹塘、二崙、崙背等地。
縣道135甲線是埔鹽鄉盧厝至溪湖鎮、田尾鄉、埤頭鄉三界點鹿島橋的道路，其東南側端點位於本地區南部省道台19線東螺溪鹿島橋北側路口。由此向北北西轉西北出境後可前往塗子崙東部、塗子崙與田中央交界地帶、田中央西北端的外四塊厝、三省西南部、三省與浸水交界地帶、浸水中部、石埤腳、牛埔厝並止於其北部盧厝聚落東南側的縣道135號路口。
鄉道彰140線（J字形湳底路）是三塊厝至羅厝的道路，其西側端點位於本地區東部邊界地帶偏北的鄉道彰141線路口。由此向東北轉東蜿蜒而行可前往阿媽厝、阿媽厝與崙子腳交界地帶的湳底聚落（與國道1號交會處道路中斷，須繞道而行）、羅厝並止於鄉道彰143線路口。
鄉道彰141線（海豐路）是三塊厝至田尾的道路，其西北側端點位於本地區東部偏北近邊界地帶的省道台19線路口。由此向東南行一小段路即到達本地區東部邊界處的鄉道彰140線起點路口，轉南南東沿邊界蜿蜒而行，續沿邊界轉東南東，經鄉道彰151線起點路口後不遠處出境，可前往阿媽厝南部凸出部分、竹子腳西端、竹子腳與海豐崙交界地帶、海豐崙、溪子頂北部、田尾西南部、溪子頂東部、饒平厝西南部並止於省道台1線路口。
鄉道彰151線（海豐路新厝巷）是三角子至埤頭的道路，其北側端點位於本地區東南部凸出部分北側邊界地帶的鄉道彰141線路口。由此向南轉南南西再轉西南蜿蜒而行，至大義圳前轉南南東再轉西南西過大義圳橋梁，至和平巷路口轉南過海豐崙排水海西橋，至路口轉東南於本地區東南部邊界出境後，轉西南可前往海豐崙西部、周厝崙東部、周厝崙與埤頭交界地帶、崙子東部並止於舊省道台19線（彰水路四段、三段）路口。